# Pterostichus tarsalis
Pterostichus tarsalis är en skalbaggsart som beskrevs av Leconte 1873. Pterostichus tarsalis ingår i släktet Pterostichus och familjen jordlöpare. Inga underarter finns listade i Catalogue of Life.